# 米卡舍維奇
米卡舍維奇（羅馬化：Mikaševičy，發音：[mʲikaˈʂɛvʲitʂɨ]，羅馬化：Mikashevichi）是白俄羅斯的城市，位於該國南部，由布列斯特州負責管轄，距離首都明斯克180公里，始建於1785年，面積16平方公里，海拔高度127米，2009年人口19,600。